# マキシム・ギュイヨン
マキシム・ギュイヨン（Maxime Guyon、1989年5月7日 - ）は、フランスの騎手である。マイエンヌ県ラヴァル出身。

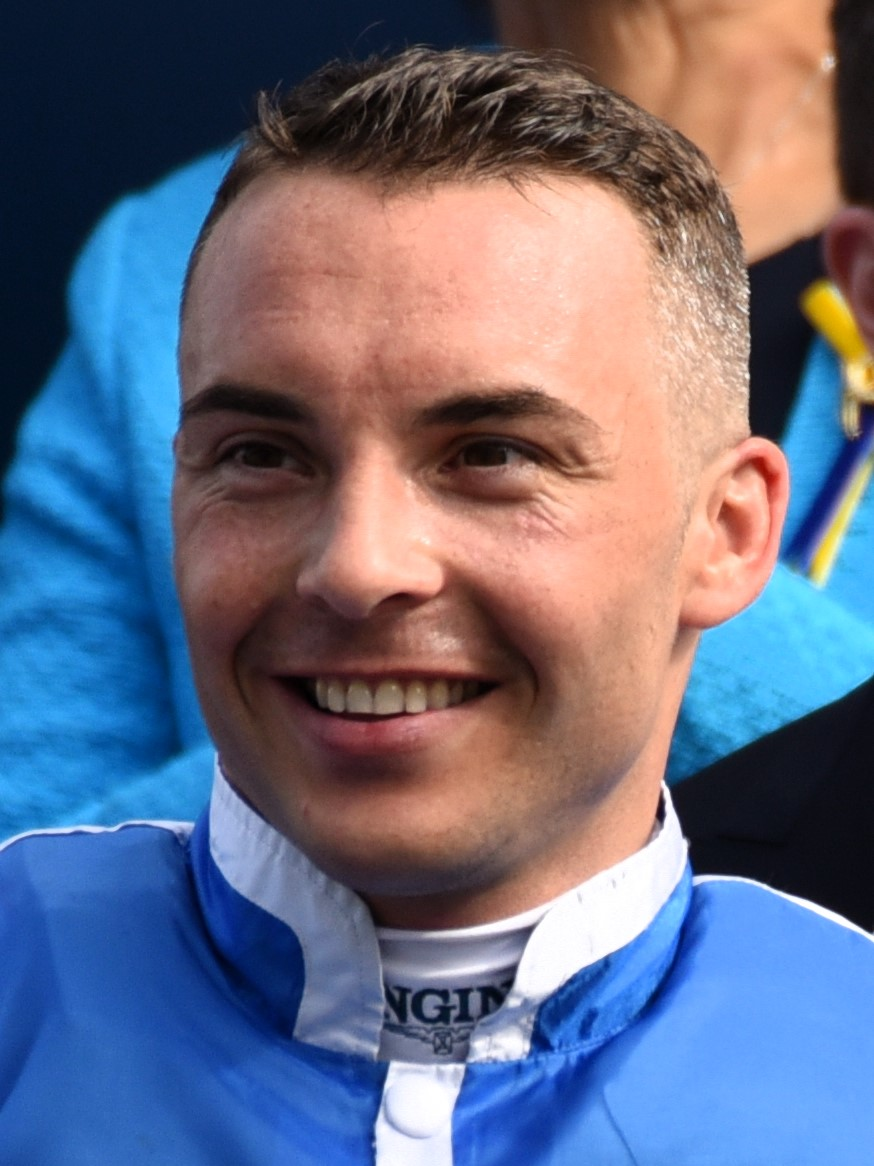
2023年12月10日

## 来歴
2003年、14歳でシャンティイの騎手学校に入学し、アンドレ・ファーブル厩舎に所属。2005年5月に見習騎手免許を取得し、同年8月15日に初勝利を飾る。
2008年1月3日にプロ騎手免許を取得。同年は63勝を挙げ、フランスリーディング10位となる。
2009年7月14日にキャヴァルリーマン（Cavalryman）でパリ大賞典を勝ち、G1初制覇。同年は113勝を挙げリーディング3位となる。
2010年、5月16日にロペデヴェガ（Lope De Vega）でプール・デッセ・デ・プーラン（仏2000ギニー）を勝ち、クラシック初制覇。6月6日には同馬とのコンビでジョッケクルブ賞（仏ダービー）も制し、二冠を達成した。6月16日、バイワード（Byword）でイギリスのプリンスオブウェールズステークスを勝ち、フランス国外のG1初制覇。8月14日、エルメスカップにフランス代表の一員として出場し優勝した。同年は125勝を挙げリーディング2位、獲得賞金では1位となった。
また同年の11月27日、第24回ワールドスーパージョッキーズシリーズに出場し、日本での初騎乗を果たす。シリーズでは8着が最高で11位に終わったが、翌11月28日、東京競馬の第4競走をアンナドンナで勝ち、日本での初勝利を挙げる。そして第10競走の第30回ジャパンカップではヴィクトワールピサに騎乗し、勝ったローズキングダムからハナ差の3着に入った（1位入線ブエナビスタは2位降着）。
2011年は156勝、2012年は157勝、2013年は198勝を挙げ、2010年から4年連続でリーディング2位の座に就いている。
2014年、1月11日から1月31日までの期間で、初めて日本中央競馬会の短期騎手免許を取得した。
2014年からヴェルテメール兄弟の主戦騎手を務めている。

## 主な勝ち鞍

### フランス
- イスパーン賞（2012年Golden Lilac[4]、2015年Solow[5]）
- ヴェルメイユ賞（2014年Baltic Baroness[6]、2016年Left Hand[7]）
- オペラ賞（2009年Shalanaya[8]、2021年Rougir[9]）
- ガネー賞（2010年Cutlass Bay[8]、2025年Sosie）
- クリテリウムドサンクルー（2011年Mandaean[10]、2012年Morandi[11]）
- サンクルー大賞（2012年Meandre[12]、2016年Silverwave[13]）
- サンタラリ賞（2015年Queen's Jewel[5]）
- ジャンプラ賞（2011年Mutual Trust[10]、2012年Aesop's Fables[14]）
- ジャンロマネ賞（2011年Announce[10]、2013年Romantica[15]）
- ジョッケクルブ賞（2010年Lope De Vega[8]）
- ディアヌ賞（2011年Golden Lilac[10]）
- パリ大賞典（2009年Cavalryman[8]、2011年Meandre[10]、2013年Flintshire[16]、2024年Sosie）
- プール・デッセ・デ・プーラン（2010年Lope De Vega[8]）
- ロワイヤルオーク賞（2011年Be Fabulous[10]、2023年Double Major[17]）
- プール・デッセ・デ・プーリッシュ（2020年Dream And Do[18]）

### その他
- 1000ギニー（2014年Miss France[19]）
- ヴィットーリオ・ディ・カープア賞（2013年Shamalgan[20]）
- クイーンアンステークス（2015年Solow[5]）
- ドバイターフ（2015年Solow[21]）
- プリンスオブウェールズステークス（2010年Byword[8]）
- ベルリン大賞（2012年Meandre[22]）
- 香港ヴァーズ（2014年Flintshire[23]、2023年Junko）
- 香港ダービー（2011年Ambitious Dragon[24]）
- クイーンエリザベス2世ステークス（2015年Solow[25]）
- サセックスステークス（2015年Solow[26]）